# Brunmarmorerad bärfis
Brunmarmorerad bärfis, Halyomorpha halys är en insektsart som först beskrevs av  Carl Stål, 1855. Brunmarmorerad bärfis tillhör familjen bärfisar, (Pentatomidae). 
Brunmarmorerad bärfis förekommer ursprungligen i Kina, Japan och Taiwan. 
Den introducerades av misstag till USA, där det första fyndet samlades in i september 1998, och har därefter blivit invasiv, vilket innebär att det förökat sig och spridit sig fort på ett sätt som skadat det ekosystem den introducerats till.
Den är även etablerad i Europa sedan mitten av 00-talet. Brunmarmorerad bärfis kan anses som skadegörare i fruktodlingar.
Brunmarmorerad bärfis är påträffad i Sverige och har då förmodligen kommit till Sverige med en lastpall från Italien. Omkring 20 exemplar av brunmarmorerad bärfisar har hittats i Skåne.